# Paul Fagius
Paul Fagius (Rheinzabern, 1504 - 13 de Novembro de 1549), foi um erudito bíblico e hebraísta.

## Biografia
Seu pai era professor e oficial de justiça.  Em 1515 foi estudar na Universidade de Heidelberg e em 26 de Abril de 1518 já marcava presença no "Debate de Heidelberg.  Em 1522 se mudou para a Universidade de Estrasburgo, onde ele aprendeu o hebraico e conheceu Matthäus Zell (1477-1548), Martin Bucerus e Wolfgang Capito (1478-1541).
Em 1527, tornou-se professor na cidade imperial livre de Isny im Allgäu.  Fagius tomou parte do Colóquio de Berna, onde ele conheceu o reformador Ulrich Zwingli.  Em 1535 ele voltou para a Universidade de Estrasburgo para se dedicar ao estudo de teologia.
Fagius voltou para Isny im Allgäu como sacerdote em 1537.  Lá ele aprendeu hebraico com o gramático e publicador judeu Elias Levita, e juntos fundaram uma tipografia.  Um dos poucos trabalhos que foi publicado por essa parceria foi a obra Shemot Devarim, um dicionário tetralíngue em iídiche antigo, hebraico, latim e alemão (1542).
Em 1543 ele organizou o Kirchenwesen (Exarcado) em Constança e em 1544 foi nomeado professor de estudos do Antigo Testamento em Estrasburgo.  Em 1546 se transferiu para Heidelberg, depois que o Eleitor Frederico II (1482-1556) encarregá-lo da Reforma da Universidade de Heidelberg.  Entretanto, Fagius encontraria oposição tão forte que sua reforma não obteve sucessos e ele voltou para Estrasburgo
Com a ascensão da Contrarreforma Paul Fagius se viu pressionado.  Depois da derrota da Liga de Esmalcalda em 1547, Fagius, que tinha feito oposição ao Interim de Augusburgo, viu-se demitido de suas funções, junto com Martinus Bucerus.  Ambos tiveram de buscar refúgio na Inglaterra, para onde foram levados por Thomas Cranmer.  Em 1549 Fagius foi nomeado professor de hebraico da Universidade de Cambridge.
Depois de ficar por pouco tempo ativo na filologia hebraica e na interpretação do Velho Testamento, Fagus morreu em decorrência da peste em 1549, e foi sepultado na Igreja de São Miguel, em Cambridge.  Quando da restauração de Maria, a rainha católica, os restos dele foram exumados e queimados (assim como os de Bucerus); em 1560, um memorial foi levantado em sua homenagem.

## Obras
- Sententiae vere elegantes piae (Edição da Ética dos Pais), Isny 1541
- Perousch (obra exegética sobre O Livro de Gênesis 1-4), Isny 1542
- Sepher Aemana i. e. liber fidei seu veritatis, Isny 1542
- Sententiae morales (Edição dos Livros Jesus Sirach e Tobias com comentários em Latim), Isny 1542
- Precationes hebraicae (sobre a graça judaica após as refeições), Isny 1542
- Compendaria Isagoge in linguam Hebraeam, Konstanz 1543
- Paraphrasis Onkeli Chaldaica (com tradução e explicação em Latim do Targum Onkelos), Straßburg 1546